# Équipe du Cameroun masculine de volley-ball
Cet article traite de l'équipe masculine. Pour l'équipe féminine, voir Équipe du Cameroun féminine de volley-ball.
L'équipe du Cameroun de volley-ball est composée des meilleurs joueurs camerounais sélectionnés par la Fédération Camerounaise de Volley-ball (FCVB). Elle figure au 23e rang dans le classement de la Fédération internationale de volley-ball au 1er octobre 2018.

## Sélection actuelle
Sélection pour les qualifications au championnat du monde 2010.
Entraîneur : Peter Nonnenbroich  ; entraîneur-adjoint : Armand Nyatcho 

## Palmarès et parcours

### Palmarès
Championnat d'Afrique
- Vainqueur : 1989, 2001
- Finaliste : 1987,1997, 2011
- Troisième : 2003, 2005, 2007, 2009, 2017
- Quatrième : 1971, 1983, 1991, 1999, 2013.

Jeux africains
- : 1987, 1999, 2011
- : 1995
- : 2003

### Parcours

#### Jeux olympiques
N'a jamais été qualifié.

#### Championnats du monde
| - 1949 : non qualifié - 1952 : non qualifié - 1956 : non qualifié - 1960 : non qualifié - 1962 : non qualifié - 1966 : non qualifié - 1970 : non qualifié | - 1974 : non qualifié - 1978 : non qualifié - 1982 : non qualifié - 1986 : non qualifié - 1990 : 15e - 1994 : non qualifié - 1998 : non qualifié | - 2002 : non qualifié - 2006 : non qualifié - 2010 : 13e - 2014 : 21e - 2018 : 19e |

#### Ligue mondiale
N'a jamais participé.

#### Coupe du monde
| - 1965 : non participant - 1969 : non participant - 1977 : non participant - 1981 : non participant - 1985 : non participant - 1989 : 8e | - 1991 : non participant - 1995 : non participant - 1999 : non participant - 2003 : non participant - 2007 : non participant | - 2011 : non participant - 2015 : non participant - 2019 : non participant |

#### Championnat d'Afrique
| - 1967 : non participant - 1971 : 4e - 1976 : non participant - 1979 : non participant - 1983 : 4e - 1987 : 2e - 1989 : Vainqueur - 1991 : 4e | - 1993 : non participant - 1995 : 5e - 1997 : 2e - 1999 : 4e - 2001 : Vainqueur - 2003 : 3e - 2005 : 3e - 2007 : 3e | - 2009 : 3e - 2011 : Finaliste - 2013 : 4e - 2015 : 5e - 2017 : 3e |

#### Jeux africains
| - 1965 : 4e - 1973 : ? - 1978 : ? - 1987 : Vainqueur | - 1991 : ? - 1995 : Finaliste - 1999 : Vainqueur - 2003 : 3e | - 2007 : 5e - 2011 : Vainqueur - 2015 : éliminé en phase de groupe - 2019 : Vainqueur |  |

## Joueurs majeurs
- Jean-Patrice Ndaki Mboulet
- Nathan Wounembaina